# 塩見村
塩見村（しおみそん）は、鳥取県岩美郡にあった自治体である。

## 概要
現在の鳥取市福部町左近（さこ）・福部町久志羅（くじら）・福部町中・福部町蔵見・福部町南田（のうだ）・福部町栗谷・福部町八重原（やえばら）・福部町箭渓（やだに）・福部町高江に相当する。塩見川とその支流の箭渓川流域に位置した。
合併前の志保美村と元塩見村は独立村としては小規模で人口も少なく、財政的に独立運営が困難であった。そのため両村が共同で組合役場を栗谷に設置して同一村と変わらない村政を続けていたが、1917年（大正6年）にこれを発展的解消して塩見村となった。
村名は塩見谷・塩見川のある集落、旧村の読みが「しほみ」「もとしおみ」、山陰本線の駅名が塩見と命名されたことなどから決まったとされる。

## 沿革
- 1917年（大正6年）9月1日 - 志保美村と元塩見村が合併して塩見村が発足。合併各村の9大字を継承。役場位置を大字栗谷字和田30番1、30番2に定める[2][3]。
- 1928年（昭和3年）4月1日 - 服部村と合併して福部村が発足。同日塩見村廃止[4]。

## 行政

### 歴代村長
| 氏名       | 在職                                          | 出身   | 備考 |
| ---------- | --------------------------------------------- | ------ | ---- |
| 黒田荘吉   | 1917年（大正6年） - 1918年（大正7年）         | 蔵見   |      |
| 平井重友   | 1918年（大正7年）                             | 栗谷   |      |
| 村中登喜造 | 1918年（大正7年） - 1919年（大正8年）         | 高江   |      |
| 山崎重雄   | 1919年（大正8年） - 1920年（大正9年）         | 左近   |      |
| 平井重友   | 1920年（大正9年） - 1921年（大正10年）        | 栗谷   |      |
| 南部平蔵   | 1921年（大正10年） - 1922年（大正11年）       | 蔵見   |      |
| 村上権蔵   | 1922年（大正11年） - 1924年（大正13年）       | 八重原 |      |
| 山崎重雄   | 1924年（大正13年） - 1925年（大正14年）       | 左近   |      |
| 平林徳義   | 1925年（大正14年） - 1926年（大正15年）       | 栗谷   |      |
| 黒田荘吉   | 1926年（大正15年） - 1928年（昭和3年）3月31日 | 蔵見   |      |
| 参考文献 - |                                               |        |      |

## 教育
- 元塩見尋常高等小学校（後に福部小学校となり、現在は鳥取市立福部未来学園）[1]
- 福田尋常小学校（戦後福部小学校福田分校と改称、1964年3月31日廃校）[1]

## 交通
- 山陰本線：塩見駅